# Gleb Pawlowitsch Akilow
Gleb Pawlowitsch Akilow, russisch Глеб Павлович Акилов, englische Transkription Gleb Pavlovich Akilov, (* 24. Januar 1921 in Nowaja Ladoga, Sowjetunion; † 2. September 1986 in Nowosibirsk) war ein sowjetischer Mathematiker, der sich mit geometrischer Funktionalanalysis befasste.
Akilow wurde 1947 in Leningrad promoviert und lehrte später an der Universität. Er war ein Schüler von Leonid Kantorowitsch und ist vor allem bekannt für sein Lehrbuch der Funktionalanalysis mit Kantorowitsch, das zuerst 1959 erschien. Er befasste sich in den 1950er Jahren mit der Theorie lokal konvexer Räume.

## Schriften
- mit Leonid Kantorowitsch: Functional Analysis, 2. Auflage, Pergamon Press 1982 (1. Auflage als Functional analysis in normed spaces, Pergamon 1964, Russisch zuerst 1959)
  - Deutsche Übersetzung: Funktionalanalysis in normierten Räumen, Berlin, Akademie Verlag 1978
- mit B. M. Makarov, V. P. Khavi: Eine elementare Einführung in die Integrationstheorie (russisch), Leningrad, LGU, 1969